# 医学索引
医学索引（Index Medicus，IM）是一医学杂志文章的综合索引，刊登于1879年到2004年间（其中1899年到1902年中断）。由于免费的搜寻引擎如PubMed的广泛应用，2004年美国国家医学图书馆停止出版医学索引，而被医学主题词取代。